# Sext (gebedsstonde)
De sext is een van de kerkelijke getijden. De sext is een van de zogeheten kleine getijden. Het woord sext staat voor het zesde uur (Latijn: sexta hora), dat vroeger in lengte varieerde, omdat de uren 's winters korter waren dan 's zomers. Tegenwoordig wordt de sext meestal gebeden rond twaalf uur 's middags.
Het officie van de sext begint zoals de meeste getijden met de aanroep God, kom mij te hulp, Heer, haast U mij te helpen. Eer aan de Vader en de Zoon en de Heilige Geest, zoals het was in het begin, en nu, en altijd, en in de eeuwen der eeuwen. Amen, Alleluia! Vervolgens wordt de hymne gezongen. De hymne is, behalve de zeldzame sequentie, het enige strofische gezang dat officieel in de rooms-katholieke liturgie een plaats heeft. Hierna volgen drie psalmen, het eigenlijke hart van het officie. In haar oertijd was het getijdengebed zelfs alleen uit psalmen opgebouwd, in navolging van het Joodse gebed.
Na de psalmen is er een (meestal korte) schriftlezing (uit de Bijbel dus), gevolgd door een kort vers van twee regels.
Na het vers volgt er een kort slotgebed en is dit deel van het officie afgelopen. De terts en de none verlopen precies hetzelfde.
Middeleeuws: metten · lauden · priem · terts · sext · none · vespers · completen

Modern: het inleidend gebed · lezingendienst (metten) · morgengebed (lauden) · middaggebed · avondgebod (vespers) · dagsluiting (completen)